# Karl Theodor Hartweg
Pour les articles homonymes, voir Hartweg.
Karl Theodor Hartweg (1812-1871) est un botaniste badois. Il récolte de nombreuses espèces de plantes en Colombie, en Équateur, au Guatemala, au Canada, au Mexique, au Pérou et en Californie pour le compte de la London Horticultural Society. De nombreuses espèces qu'il découvre sont publiées, et attribuées, par George Gordon (1806-1879), le responsable du jardin de la Société et spécialiste des conifères, lesquels étaient bien représentés dans les collections d'Hartweg. George Bentham (1800-1884) décrira une grande partie de la collection appelée Plantae Hartwegianae.